# Melanips heterocerus
Melanips heterocerus är en stekelart som först beskrevs av Thomson 1877.  Melanips heterocerus ingår i släktet Melanips, och familjen glattsteklar. Arten är reproducerande i Sverige.